# Саймон Барнетт
Са́ймон Ба́рнетт (англ. Simon Burnett; 14 квітня 1983) — британський плавець.
Учасник Олімпійських Ігор 2004, 2008, 2012 років.
Призер Чемпіонату Європи з водних видів спорту 2006 року.
Переможець Ігор Співдружності 2006 року, призер 2002, 2010 років.